# Simfonia núm. 26 (Mozart)
La Simfonia núm. 26 en mi bemoll major, K. 184 (K. 161a), és una composició de Wolfgang Amadeus Mozart completada el 30 de març de 1773, un mes després que tornés del seu tercer viatge a Itàlia.
La simfonia està instrumentada per a dues flautes, dos oboès, dos fagots, dues trompes, dues trompetes i corda. Consta de tres moviments, amb el tercer que segueix al segon sense cap pausa:
1. Molto presto, en compàs de 4/4.
2. Andante, en do menor i compàs de 2/4.
3. Allegro, en compàs de 3/8.